# Lodi (Ohio)

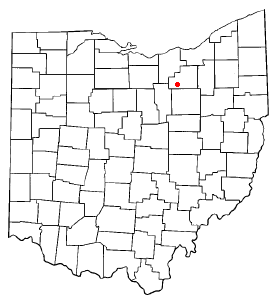
Lodi na planie stanu Ohio

Lodi – wieś w Stanach Zjednoczonych, w hrabstwie Medina, w stanie Ohio.
Według danych z 2000 roku wieś zamieszkiwana była przez 3 061 mieszkańców.